# مسجد الإمام زين العابدين
مسجد الإمام زين العابدين هو مسجد تاريخي يقع بحي السيدة زينب بالقاهرة. وهو الإمام زيد بن على المعروف بزين العابدين بن الحسين بن علي بن أبي طالب وكنيته أبو الحسن، وتنسب إليه طائفة الزيدية وهي من أكبر فرق الشيعة وأكثرها اعتدالاً وقرباً إلى أهل السنة. وبالمشهد يوجد نص تاريخي مكتوب فيه بخط النسخ «بسم الله الرحمن الرحيم هاذا مشهد إمام علي زين العابدين ابن إمام حسين ابن إمام علي ابن عمران ابن عبد المطلب صلوات الله عليهم أجمعين في سنة 549».:ج1ص94:96

## وصفه
يوجد هذا المشهد في الحى المعروف الآن بحى (زين العابدين) وكان يعرف في أوائل العصر الإسلامى باسم الحمراء القصوى وتقع هذه المنطقة إلى الشمال الشرقي من مدينة الفسطاط (مصر القديمة الآن) وعليها أسس العباسيون مدينة العسكر، ثاني عواصم مصر الإسلامية والمسجد الموجود حاليا يرجع إلي أوائل القرن التاسع عشر، فقد جدده وأعاد معظم مبانيه عثمان أغا مستحفظان أما عمارة الدولة الفاطمية فلم يبق منها سوى عقد واحد يوجد بالطرقة الداخلية على يمين الداخل إلى رواق القبلة كما توجد لوحة تذكارية مثبتة على مدخل المسجد القديم بالواجهة الغربية، كتب عليها ما يلي«بسم الله الرحمن الرحيم هذا مشهد الإمام على زين العابدين بن الإمام الحسين بن الإمام بن على بن أبي طالب صلوات الله عليهم أجمعين في سنة 549».
اما القبة التي تعلو الضريح فترجع إلي العصر المملوكي في القرن الثامن الهجري وفي أواخر القرن الثالث عشر الهجري عملت مقصورة جديدة للضريح تعتبر نموذجا لصناعة الحديد المزخرف بمصر، كتب عليها أنشأ هذه المقصور في سعادة محمد قفطان باشا سنة 1280هجرية كذلك كسا عتب باب القبة ببلاطات من القيشانى الأزرق العثماني الجميل.
وقد جاء في شرح رواية دقن الرأس بمصر في (الجوهر المكنون) «أنه بعد قدوم رأسه (أي زيد) إلى مصر طيف بها ثم نصبت على المنبر بالجامع بمصر (آى جامع عمرو) في سنة 122هجرية، فسرقت ودفنت. في هذا الموضع، إلى أن ظهرت وبنى عليها مشهد في الدولة الفاطمية».